# Mi-kyung
Mi-kyung (in hangŭl: 미경) è un nome proprio di persona coreano femminile.

## Varianti
- Alterati: Mi-gyeong[1], Mi-gyong

## Significato
Il significato di questo nome può variare in base ai caratteri hanja scelti per scriverlo.
Nella Lista Ufficiale dei Caratteri Hanja per l'uso nei nomi propri della Corea del Sud sono infatti presenti 33 hanja che si pronunciano "Mi" e 54 hanja che si pronunciano "Kyung". Alcuni dei significati più diffusi comprendono
- 美京 아름다울 미?, areumdaul miLR oppure 서울 경?, seoul gyeongLR: "bella capitale"[1] (si usano gli stessi caratteri usati per il nome giapponese Miyako)
- 美景 아름다울 미?, areumdaul miLR oppure 볕 경?, byeot gyeongLR "bel panorama", "bella vista"[1]

È stato il nome più assegnato alle bambine coreane nel 1968.

## Persone
- Jung Mikyung, scrittrice sudcoreana
- Won Mi-Kyung, attrice sudcoreana
- Yang Mi-Kyung, attrice sudcoreana
- Lim Mi-Kyung, giocatrice di pallamano sudcoreana
- Lee Mi-Kyung, campionessa di tiro a segno sudcoreana
- Chang Mi-Kyung, schermitrice sudcoreana
- Chun Mi-Kyung, schermitrice sudcoreana
- Park Mi-Kyung, pallavolista sudcoreana
- Ri Mi-gyong, giocatrice di tennis tavolo nordcoreana
- Kim Mi-gyong, maratoneta nordcoreana
- Choe Mi-gyong, calciatrice nordcoreana
- Lee Mi-gyeong, giocatrice di pallamano sudcoreana
- Yun Mi-kyung, fumettista sudcoreana
- Mikyoung Kim, architetto americano di discendenza coreana